# Greeklish
Greeklish (контамінація від Greek та English), також Grenglish, Латиноеллініка (грец. Λατινοελληνικά) — грецька мова, записана латинською абеткою. На відміну від транслітерації грецької мови, яка використовується у світі для таких цілей, як, наприклад, передача грецьких імен або географічних назв, Greeklish відноситься в основному до неофіційної, спеціальної практики написання грецького тексту в середовищах, де використання грецької абетки технічно неможливе або ускладнене. Greeklish набув широкого використання в Інтернеті, коли греки та представники грецької діаспори почали активно використовувати засоби мережевого спілкування, як форум, електронна пошта, IRC, обмін миттєвими повідомленнями, SMS, в основному, використовуючи старі операційні системи, які не підтримували грецьку абетку. Нині більшість грецькомовного контенту друкується в мережі грецькими літерами, однак неофіційне мережеве спілкування все ще тяжіє до Greeklish.

## Різновиди Greeklish
Greeklish може бути кількох типів. Орфографічний прагне якомога точніше передати накреслення грецьких літер: грецьким літерам співвідносяться латинські літери схожі за накресленням, при цьому диграфи передають із використанням знаків пунктуації або цифр, які візуально нагадують грецькі літери. Таким чином, літеру псі ψ можна бути записати у вигляді PS, 4 або у; літеру ксі ξ — як ks, x або 3; літеру тета θ — th або 8.
Фонетичний Greeklish прагне передати фонетичну транскрипцію звуків. При цьому йотакізм зберігається. Більшість літер та буквосполучень, які у новогрецькій мові передають звук і, не розрізняються і переважно позначаються латинською літерою i (відповідно до орфографічної схеми вони б передавались η, ι, υ, ει, οι — відповідно h, i, u, ei, oi). Наприклад, орфографічний Greeklish передасть слово πλατεία (укр. площа) як plateia, а фонетичний Greeklish — як platia. Фонетичний Greeklish підтримує Google Перекладач.
Окремий, однак не менш поширений, «розкладковий» тип Greeklish виникає, коли користувач ПК друкує, наче розкладка клавіатури грецька, коли насправді вона англійська.
Так, фраза Καλημέρα, πώς είστε; (укр. Доброго дня, як Ви?) записується:
- фонетичний Greeklish — kalimera, pos iste?
- орфографічний Greeklish — kalhmera, pws eiste?
- «розкладковий» Greeklish — Kalhméra, pvs eíste?

| Грецька абетка           | α | β | γ    | δ | ε | ζ | η   | θ         | ι | κ | λ | μ | ν | ξ    | ο | π   | ρ   | σ   | τ | υ   | φ | χ    | ψ  | ω | ´ | ει | ευ    | ου    | ς |
| Фонетичний Greeklish     | a | v | gh/y | d | e | z | i   | th        | i | k | l | m | n | ks x | o | p   | r   | s   | t | i   | f | kh/h | ps | o |   | i  | ef/ev | u     | s |
| Орфографічний Greeklish  | a | b | g    | d | e | z | n h | 8 9 0 Q q | i | k | l | m | v | 3    | o | p n | r p | s c | t | u y | f | x    | 4  | w |   | ei | eu ey | ou oy | s |
| «Розкладковий» Greeklish | a | b | g    | d | e | z | h   | u         | i | k | l | m | n | j    | o | p   | r   | s   | t | y   | f | x    | c  | v | ; | ei | ey    | oy    | w |

## Мережевий жаргон
| Greeklish        | Пояснення                                                                              |
| ---------------- | -------------------------------------------------------------------------------------- |
| tsagia           | (τσάγια) "бувай", буквально означає чаї, використовується через схожість зі словом чао |
| re c             | ρε 'συ (від εσύ) вимовляється "ре сі" і означає "ти" (фамільярне звертання)            |
| kalimerez, merez | kalimeres (καλημέρες), означає "добрий день"; кінцевий z походить від "byez"           |
| Tpt              | tipota (τίποτα), означає "нічого"                                                      |
| Dn               | den (δεν), означає "не"                                                                |
| M                | mou (μού), означає "мій"                                                               |
| S                | sou (σού), означає "твій"                                                              |
| n                | na (να), означає "до" або en (εν), означає "ні" в кіпрському діалекті                  |
| tr               | tora (τώρα), означає "зараз"                                                           |
| smr              | simera (σήμερα), означає "сьогодні"                                                    |
| klnxt            | kalinixta (καληνύχτα), означає "надобраніч"                                            |
| tlm              | ta leme (τα λέμε), означає "побачимося" (буквально: "поговоримо")                      |
| sks              | skase (σκάσε), означає "замовкни"                                                      |
| kn1              | kanena (κανένα), означає "жодний"                                                      |
| dld              | diladi (δηλαδή), означає "тобто"                                                       |
| vrm              | variemai (βαριέμαι), означає "мені нудно"                                              |